# Бангор-Бейс (Вашингтон)
Бангор-Бейс (англ. Bangor Base) — статистически обособленная местность в округе Китсэп, штат Вашингтон, США. В городе располагается база подводных лодок ВМС США «Китсэп». По данным 2000 года население Бангора составляло 7253 человека, в 2010 году, численность населения составила 6054 человека. Город занимает площадь в 28,6 км².

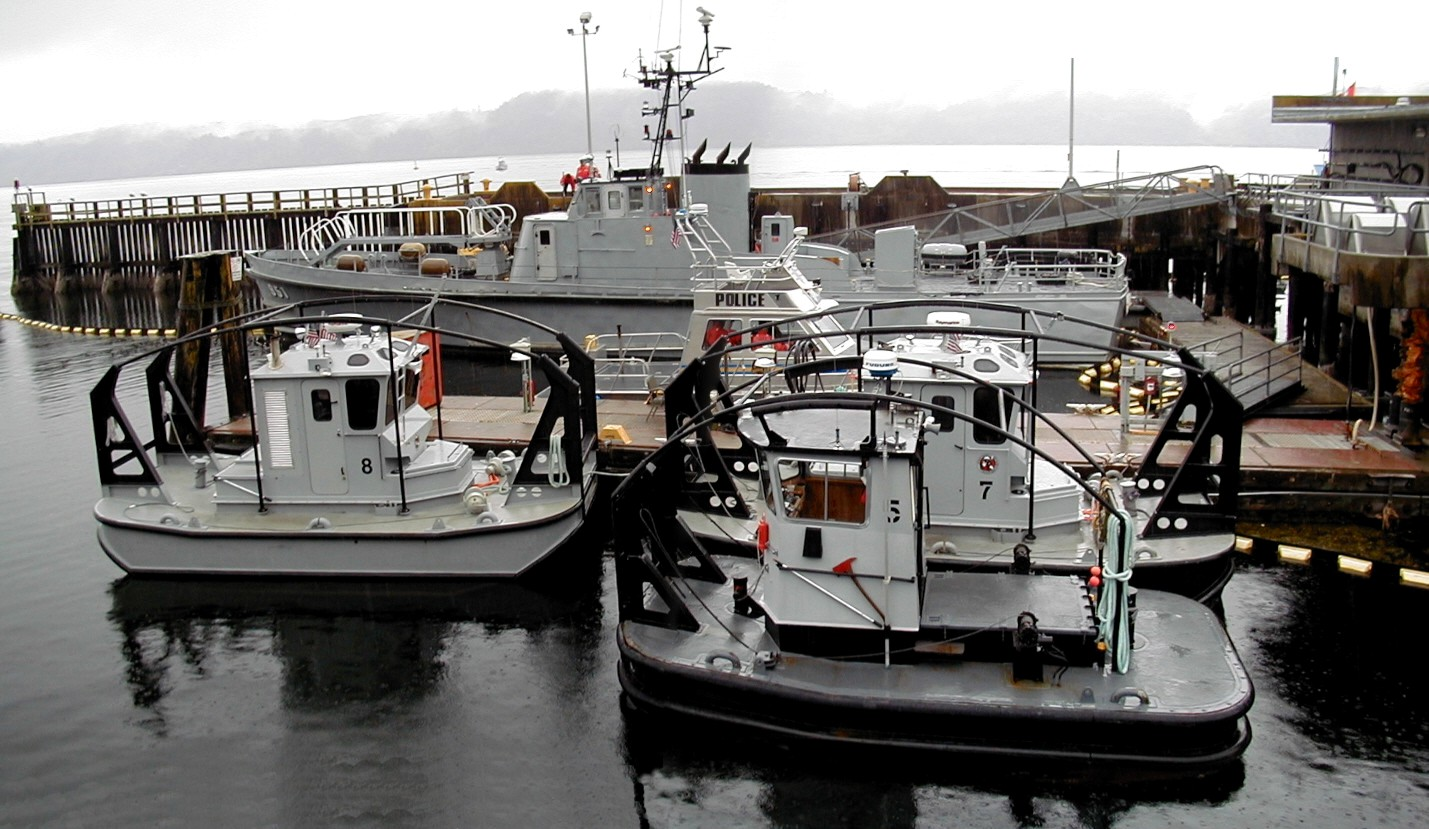
Буксиры на военной базе в Бангоре